# عبدالکریم کاکاحاجی
عبدالکریم کاکاحاجی (زادهٔ ۱۵ مهر ۱۳۵۰ در دزفول) کشتی‌گیر اهل ایران است. او در مسابقات کشتی فرنگی مردان در بازی‌های آسیایی ۱۹۸۶ و قهرمانی کشتی آسیا ۱۹۸۹ به مدال نقره دست یافت. او همچنین در بازی‌های المپیک تابستانی ۱۹۸۸ شرکت کرد.